# Gaius Visellius Varro
Gaius Visellius Varro war ein römischer Politiker und Senator des frühen 1. Jahrhunderts n. Chr. 
Im Jahr 12 amtierte er zusammen mit Gaius Fonteius Capito als Suffektkonsul. Im Jahr 21 war Varro Legat der Provinz Germania inferior. Aufgrund seines hohen Alters war er zu diesem Zeitpunkt gesundheitlich geschwächt. Dennoch schickte er Truppen, um den Aufstand der Treverer unter Iulius Florus und der Haeduer unter Iulius Sacrovir niederzuschlagen (sogenannter Aufstand des Sacrovir). Es kam zu einem Konflikt mit Gaius Silius, dem Legaten der Provinz Germania superior, da beide den Oberbefehl über die militärischen Operationen anstrebten. Schließlich überließ Varro den Befehl Silius,  was zu einer Feindschaft zwischen den beiden führte.
Varros Sohn war Lucius Visellius Varro, Konsul im Jahr 24.